# Ordre initiatique et traditionnel de l'Art royal
 (novembre 2023).
- Si vous ne connaissez pas le sujet, laissez ce bandeau (vous pouvez alors contacter les auteurs).
- Si vous supprimez le contenu mis en cause (vous pouvez préalablement contacter les auteurs),

argumentez précisément cette suppression dans la page de discussion
(un manque de référence n'est pas un argument ; une recherche réelle de référence doit avoir été effectuée, être formellement documentée).
 (mai 2014).
L'Ordre initiatique et traditionnel de l’Art royal (OITAR) est une  obédience récente de la franc-maçonnerie française, entrant dans la|mouvance de la franc-maçonnerie dite « libérale », ou « adogmatique ». L'OITAR utilise comme rite unique dans ses loges, le Rite opératif de Salomon.

## Histoire
L'OITAR apparaît officiellement dans le paysage maçonnique en janvier 1974, à l'issue d'une longue période de gestation. Il procède d'une initiative de Jacques de La Personne, ancien grand orateur adjoint du conseil de l’ordre (en 1970-1971), et président de la commission des rituels du Grand Orient de France, avec l'assistance de huit autres frères tous membres du GODF. Il résulte d'une réflexion sur la pratique maçonnique, inspirée entre autres par la démarche traditionnelle d'anciennes fraternités de métiers comme le sont encore les compagnonnages en France.
Jacques de La Personne perçoit fortement lorsqu'il devient « vénérable » de sa loge « Les Inséparables du progrès », au GODF, la pratique du Rite Français dans une version très expurgée dite à l'époque des « cahiers bleus ».
C'est en cherchant à retrouver une expression symbolique enrichie qu'il conduit une recherche sur les documents historiques détenus aux archives du Grand Orient de France à Paris. Il s'instruit à cette occasion des formes anciennes du Rite frafrançais,rectement issues du rite des « modernes » pratiqué par la Grande Loge de Londres à l'époque de la constitution en obédience de la franc-maçonnerie spéculatives (1717, 1723). Constatant cette tendance à la perte de substance symbolique du rituel, il prend l'initiative de l'écriture d'un rite en puisant aux sources traditionnelles du Rite Français, du Rite Émulation, du Rite d'York et du Rite écossais rectifié pour citer seulement que les principaux. Ce travail aboutit finalement à une première formulation d'un rite composite qui prend le nom de Rite opératif de Salomon. 
C'est pour faire vivre ce nouveau rite maçonnique qu'il obtient du Conseil de l'Ordre en 1971, la création d'un nouvel atelier : la loge « Les Hommes ». Ce nouvel atelier apparaît comme très attractif à l'époque ; on va y retrouver des membres des « Ateliers Planètes » ou des auteurs de la maçonnerie comme Daniel Béresniak.
Bientôt, le cadre du Grand Orient apparait comme trop contraignant et un petit groupe de frères rassemblés autour de Jacques de La Personne décide de s'en affranchir. Ils créent la loge « Les Fondateurs » en 1973, loge no 1 de l'OITAR. Le succès de cette loge franche donnera bientôt naissance à cinq autres ateliers qui s'associent en fédération de loges au sein de l'Ordre initiatique et traditionnel de l'Art royal en 1974.
Faisant, en 2016, partie intégrante du paysage maçonnique, il défend une approche traditionnelle et initiatique de la franc-maçonnerie issue des « vieux devoirs » et des « anciennes charges ». Ses travaux sont essentiellement symboliques et visent au développement moral et spirituel d'hommes et de femmes « libres, de mœurs strictes et de bon renom » comme écrit dans les Constitutions d'Anderson.
En 2023, il annonce fédérer près de 90 loges réparties en 11 Territoires et regroupant près de 2000 membres. Ces loges sont généralement mixtes. Depuis quelques années, il a signé des traités d’amitié avec la plupart des obédiences françaises, autorisant des visites réciproques.

## Implantation
L’Ordre initiatique et traditionnel de l’Art royal est présent en France métropolitaine, dans les DROM (Guadeloupe, Martinique, Réunion) ainsi qu'à l'étranger (Canada, Madagascar, Portugal). Ses loges dites “isolées“ (soit en dehors d'une Grande Loge Territoriale) sont regroupées au sein d'une structure particulière : le Territoire du sextant. Ce dernier regroupe certaines loges métropolitaines, celles du Canada, de Madagascar, de la Réunion et du Portugal. Une implantation en Belgique a été réalisée en novembre 2013.
D’un point de vue administratif, les loges se soumettent aux lois inhérentes à chaque pays. En France la totalité des loges est constituée en association loi de 1901 indépendantes et autonomes.

## Principes
L’OITAR fait partie d'une franc-maçonnerie à tendance spiritualiste travaillant « à la gloire du Grand Architecte de l'Univers ». Ce dernier étant présenté comme un symbole et aucune croyance en Dieu n’est demandée pour devenir franc-maçon à l’OITAR.
Créé entre autres dans la mouvance de 1968, l’OITAR se différencie des autres groupes maçonniques en annonçant clairement le côté libertaire, terme auquel certains aujourd'hui préfèrent celui de « libératif » du Rite Opératif de Salomon qui se traduit par :
- le fait que l’OITAR est une fédération de loges et non pas une obédience ;
- la souveraineté de la loge, sous réserve de la « stricte observance du rite » ;
- la reconnaissance des maçons par leur état de maçon (validité de l'initiation, régularité par rapport à leur loge) et non par leur appartenance à une obédience ou un ordre ;
- l’unanimité des votes au degré de maître impliquant la recherche constante d'un consensus ;
- la pratique du Rite Opératif de Salomon, rite unique et spécifique à l'OITAR dans sa version en neuf degrés.

Ce rite, composé de trois degrés et de six degrés dits « d'ampliation ou de perfectionnement », axe principalement son travail sur :
- la pratique du symbolisme ;
- le perfectionnement de soi-même, l'amélioration collective ;
- la pratique de la fraternité entre ses membres.

Une dernière particularité de l’OITAR et du Rite Opératif de Salomon est sa pratique de l’expression orale. Elle permet de mieux aborder le langage symbolique et la pensée analogique, développés par la franc-maçonnerie. L'expression orale qui est demandée à tous et toutes en loge ne concerne pas le rituel (qui est lu) mais les travaux symboliques pour lesquelles aucun support papier n'est utilisé.